# Marelisa Gibson
Marelisa Gibson Villegas, mais conhecida como Marelisa Gibson (Caracas, 26 de agosto de 1988), é uma modelo vencedora do concurso Miss Venezuela 2009. 
Marelisa também ganhou o "Best Face". Representou a Venezuela no Miss Universo 2010, em Las Vegas, mas não conseguiu conquistar um feito inédito de trazer o terceiro título consecutivo para seu país. Terminou o concurso sem obter classifação.
Marelisa estuda arquitetura na Universidade Central da Venezuela. e fluente em espanhol, inglês e francês. Marelisa é neta de uma familia de imgrantes suecos e admira Le Corbusier, Santiago Calatrava, Ludwig Mies Van Der Rohe e Renzo Piano. e se torna a sexta Miss Miranda a ganhar esse título desde o concurso de Miss Venezuela começou em 1952. Gibson tem 1,78 m (5'10 ") e suas medidas são 92-62-92. Seus hobbies incluem teatro e fotografia.